# Осада
Оса́да — оперативный или тактический приём в военном деле, длительная военная операция, часто в форме блокады города или крепости, с намерением захватить данный объект последующим штурмом или заставить гарнизон капитулировать (сдаться) в результате истощения его сил или других обстоятельств.
Осада начинается при условии сопротивления со стороны города или крепости, в случае, если капитуляция отвергается защитниками и город или крепость невозможно захватить быстро. Осаждающие часто полностью блокируют объект, нарушая снабжение боеприпасами и другими военными ресурсами, но полное лишение гражданского населения пищи и воды в настоящее время обычно рассматривается как военное преступление осаждающих. При осаде нападающими могут использоваться осадные орудия и артиллерия для разрушения укреплений и производиться подкопы для проникновения внутрь объекта. Иногда осаждающие ждали, пока у осаждённых иссякнут припасы и они капитулируют. Такие осады могли продолжаться месяцами и годами.
В Энциклопедическом словаре Брокгауза и Ефрона рассматривается словосочетание — Осадная война или иначе — Крепостная война, а в Военной энциклопедии (Сытин, 1911—1915) Крепостная война или борьба за крепость (атака и оборона крепостей).

## История
Зачатки крепостной войны заложены в глубочайшей древности. Одной из наиболее древних осад считается осада Бактры в 2130 г. до н. э. Древнейшие способы атаки и обороны основывались, главным образом, на хитрости, ловкости и силе и не сопровождались замысловатыми средствами. Это были прототипы таких способов овладения крепостями, как внезапное нападение и атака открытой силой; одновременно с ними такого же древнего происхождения является блокада. Прообразами правильной постепенной атаки являются лишь более поздние осады укреплённых городов со времён Пелопоннесской и Пунических войн и эпохи Александра Македонского.
Сущность всех древнейших способов атаки и обороны остаётся неизменной и сейчас; изменились лишь средства и приёмы. Всё прошлое этого вопроса можно разбить на периоды: 
- крепостная борьба до появления метательных машин;
- от появления метательных машин до изобретения огнестрельного оружия
- от появления огнестрельного оружия до наших дней[2].

С древности при штурме крепостей применялись тараны, вороны, крюки, метательные машины (катапульты, баллисты), а также осадные башни (гелеполи), штурмовые лестницы, фашины. Для приближения к стенам крепости осаждающие использовали крытые передвижные галереи — винеи.
Ещё в древности при осаде применялись укрепления, которые в Новое время назвали контрвалационной и циркумвалационной линиями. В пространстве между ними оставались лишь дежурные войска, а главные силы располагались лагерем за циркумвалационной линией; всякие осадные работы вела одна половина осадной армии, прикрываемая другой. Сципион Африканский, при осаде Нуманции (133 г. до н. э.), построил линии около 9,6 км длиной; при осаде Карфагена (146 г. до н. э.) — 4,8 км линии строились 20 суток, причём в числе работ была 4-ярусная башня (форт) посередине линий, для наблюдения за городом. К числу необычных способов осады относятся искусственные наводнения, применявшиеся в тех случаях, когда город (крепость) лежал в низине (осада Мантинеи спартанцами в 418 г. до н. э.).
И так татары подошли к городским стенам. Горожане же пустили в них по стреле, и они тоже стали стрелять, и летели стрелы их в город, словно дождь из бесчисленных туч, не давая взглянуть. И многие из стоявших на стене и на заборолах, уязвленные стрелами, падали, ведь одолевали татарские стрелы горожан, ибо были у них стрелки очень искусные. Одни из них стоя стреляли, а другие были обучены стрелять на бегу, иные с коня на полном скаку, и вправо, и влево, а также вперед и назад метко и без промаха стреляли. А некоторые из них, сделав лестницы и приставляя их, влезали на стены. Горожане же воду в котлах кипятили, и лили кипяток на них, и тем сдерживали их. Отходили они и снова приступали. И так в течение трех дней бились между собой до изнеможения. Когда татары приступали к граду, вплотную подходя к стенам городским, тогда горожане, охраняющие город, сопротивлялись им, обороняясь: одни стреляли стрелами с заборол, другие камнями метали в них, иные же били по ним из тюфяков, а другие стреляли, натянув самострелы, и били из пороков. Были же такие, которые и из самих пушек стреляли«Повесть о нашествии Тохтамыша», XV век
Обороняющийся, закрыв все ворота и бдительно охраняя все доступы, действовал своими метательными машинами с крепостных стен и башен по осадным работам и предпринимал вылазки большими силами. Во время штурма обороняющийся лил на атакующих кипящее масло, бросал тяжести, трупы, горячий песок, обливал штурмовые лестницы составами, которые делали их скользкими, и вообще применял всевозможные, современные той эпохе, противоштурмовые средства.
В Средневековье военные кампании во многом полагались на успех осад. Бомбардирование, как попытка самостоятельного способа овладения крепостью, применяется значительно позже появления огнестрельного оружия (в конце XIV века). 
В XV—XVIII веках осада также была основным способом ведения войны в Европе. С появлением пороха и развитием артиллерии для разрушения крепостных стен стали применять подземные пороховые мины и артиллерийские бомбардировки. Слава Леонардо да Винчи как создателя крепостных укреплений соизмерима с его славой художника. В XVII веке С. Вобан обобщил и усовершенствовал методы постепенной атаки крепостей. Осаждающие использовали отрытые в грунте апроши, параллели, сапы, производили подкопы с целью проникнуть внутрь крепости или произвести обрушение участка крепостной стены.
Появившаяся во 2-й половине XIX века нарезная артиллерия и соответствующие увеличения дальности полета снарядов и крутизны траектории, метко направленной, дают атаке новый перевес. Оборона, стремясь восстановить равновесие и обеспечить крепостное ядро от бомбардирования, расширяет обвод крепостей и создает пояс отдельных укреплений-фортов, снабдив ядро и форты кирпичными защитными казематами, не подставляющими свои лицевые стены под разрушительный прицельный огонь. Со временем появилась бронированная обшивка (бронеказематы) и бронированные башни. Оборона вынуждена была искать новые материалы и, одновременно с усилением кирпичных построек, переходить к бетону.
Ускоренная атака появляется в теории лишь в конце XIX века, а первая попытка её применения произошла под Порт-Артуром в 1904 году.
В XX веке смысл классической осады крепостей почти исчез. Первая мировая война показала, что даже хорошо спроектированные и сильно укрепленные крепости неспособны самостоятельно задержать вторжение массовых армий и сколько-нибудь длительно сопротивляться осаде. Выяснилось, что скученное расположение артиллерии и пехоты в крепостях даёт возможность противнику сравнительно легко подавить их артиллерийским огнём. Например, крепости Льеж, Намюр, Антверпен, Мобёж держались всего соответственно 12, 6, 12, 10 суток.

## Знаменитые осады
- Осада Антиохии
- Осады Константинополя
- Блокада Ленинграда
- Осада Перемышля
- Осада Порт-Артура
- Осада Пскова
- Осада Сараева
- Осада Смоленска
- Осада Москвы
- Осада Киева
- Осада Акмолинска
- Оборона Севастополя
- Осада Плевны